# Monmouth (Iowa)
Monmouth – miasto w Stanach Zjednoczonych, w stanie Iowa, w hrabstwie Jackson. W 2000 roku liczyło 180 mieszkańców.